# Марийское имя
Мари́йское и́мя (мар. марий лÿм) — национальная модель антропонимии у марийцев — народа волжской группы финно-угорской языковой семьи.
Дохристианский именник у марийцев насчитывал более пяти тысяч имён. Состоял преимущественно из самобытных имён, но есть и определённая часть, которую можно отнести к заимствованным: славянским, арабским, тюркским и др.

## Этимология
Основы традиционных марийских личных имён обычно обозначают или черту характера, или передают отношение к ребёнку, чувства родителей, или называют место рождения ребёнка, или содержат указание на время рождения.
У марийцев бытовали также имена с основами, обозначающими названия животных, птиц, деревьев и пр. (тотемы).

## Национальная традиция
Новорождённому старались как можно быстрее дать имя, поскольку боялись, что ребёнок, умерший без имени, не найдёт своё место на том свете, то есть душа его будет блуждать. Имя, которое давали малышу сразу же после рождения, являлось временным. Постоянное имя новорождённому давали через 3-4 дня после родов. В некоторых регионах было принято называть детей созвучно началу имени родителя (муж.: Айгобек, Айдуш, Айплат, Айгелде; жен.: Эвика, Эрика, Элика), в других — оканчивающиеся созвучно: Паймет-Тоймет-Аймет-Самет; жен.: Лыставий, Сылвий, Эрвий.
Отдельные имяобразовательные средства (-бай (-пай), крым- и т. д.) могли обозначать родовую принадлежность: имена прадеда, деда, отца и сына в ряде случаев имели одинаковые компоненты в имени. Считается, что этот обычай заимствован у булгар и наблюдается также у одних из потомков последних — чувашей.
Марийцы-язычники применяли оригинальные способы имянаречения. Имя определял карт — языческий жрец. В одном случае он быстро произносил пришедшие на ум имена, высекая при этом огонь из кремня. При произнесении какого имени загорался трут, тем именем и нарекал новорождённого. Жрец иногда брал ребёнка в руки в тот момент, когда он плакал, и перечислял имена. Считалось, что при подходящем имени ребёнок переставал плакать. Чтобы определить нужное имя, иногда перед тем, как ставить хлеб в печь, каждому караваю давали имя. По имени лучше испёкшегося каравая и нарекали ребёнка.
Крещёные марийцы крестили детей через одну-две недели после рождения, нарекая именем по христианскому именнику. Поэтому нередко у детей существовало два имени: одно, полученное при рождении, другое — во время крещения.
Антропонимическая модель у марийцев в дохристиаскую эпоху была двучленной. Она включала имя отца (отчество), стоящее на первом месте в именительном или родительном падеже, и личное имя, например: Сибатор Янгул, Актанай Паймас или Изерген Ипай, Шемвуйн Васлий, Лапкасын Корак. Женские имена употреблялись в обществе только до замужества. После замужества женщину называли по мужу, например, Паймет вате (жена Паймета). Порядок компонентов имени общий для всех финно-угров — мордвы, венгров и др. Подобная система также использовалась у чеченцев и адыгов.
Горные марийцы, вошедшие в христианскую культуру ранее луговых, имеют традицию называть детей по христианскому именнику, но именами необычными, отличными от окружающих русских христиан, например, Ксенофонт Никанорович, Климентий Германович, Евстолия Гурьевна, Капитолина Фаддеевна, Фелицита Варсонофьевна.
По марийскому обычаю имя мужчины употребляется с именем отца,
которое ставится на первое место, а собственное имя человека — на
второе место. Например, Актанай Паймас (Паймас Актанаевич), Янгул Сибатор (Сибатор Янгулович), Яныгит Паймет
(Паймет Яныгитович). Женские имена употреблялись в обществе только до
замужества женщины. После замужества женщину называли по мужу,
например, Эркай ва́те (жена Эркая), Кубакай шешке (сноха Кубакая) или Сарандай вате шешке (сноха жены Сарандая). Только близкие родственники (родители, братья, сестры) продолжали использовать девичье имя (Айвика акай — старшая сестра Айвика, Юлавий шӱжарем
— младшая сестра Юлавий), и то не всегда, а зачастую обходясь только
словами «акай», «шӱжарем». В настоящее время женщину можно называть по
имени-отчеству по аналогии с мужчинами: Сылвика Шамратовна — Шамрат Сылвика, Асталче Сармановна — Сарман Асталче.
В некоторых регионах была традиция давать сыновьям имена, начала которых созвучны с началом имени отца (если отец — Айгобек, сыновей могли назвать Айгелде, Айдуш, Айплат), а дочерям давали имена, начала которых созвучны с началом имени матери (если мать — Эвика, дочерей могли назвать Элика, Эрика). В других регионах традиционно было давать сыновьям имена, оканчивающиеся созвучно: Тойдерек-Актерек-Иштерек, Паймет-Тоймет-Самет-Ямет, Айгелде-Пайгелде-Сайгелде.
Ударение в марийских именах ставится, как правило, на последний слог. Исключение — некоторые заимствованные имена — Пӧтыр (Пётр), Вӧдыр (Фёдор) и др.

## Национальные имена
Ниже приведены значения некоторых имен.
Мужские имена
- Анзыл — «Передовой»
- Вараш — «Ястреб»
- Изерге — «Маленький сын»
- Кÿртньыпатыр — «Железный богатырь»
- Изи — «Маленький»
- Йолагай — «Лентяй»
- Йÿксерге — «Сын лебедя»
- Йÿштерге — «Сын мороза»
- Лапкас — «Низкорослый»
- Маска — «Медведь»
- Озанай — «Хозяин»
- Ошерге — «Белый сын»
- Парсай — «Наследник, последователь»
- Чоткар — «Очень крепкий»
- Шемвуй — «Черноголовый»
- Шумат — «Суббота»
- Юмпатыр — «Богатырь бога»
- Ямшан — «Прекрасный мыслитель»

Женские имена
- Айви — «Женственная»
- Асталче — «Красавица»
- Йÿксÿдыр — «Лебёдушка»
- Кечеви — «Солнечная»
- Кугÿдыр — «Большая дочь»
- Ошалче — «Беленькая»
- Пашаче — «Труженица»
- Салика — «Прекрасная, праведная»
- Тулпеледыш — «Огненный цветок»
- Увий — «Ивушка»
- Шымай — «Гладкая»
- Эвика — «Стройная»